# IC 3620
IC 3620 је спирална галаксија у сазвјежђу Береникина коса која се налази на листи објеката дубоког неба у Индекс каталогу.
Деклинација објекта је + 27° 54' 30" а ректасцензија 12h 39m 17,9s. Привидна величина (магнитуда) објекта IC 3620 износи 14,8 а фотографска магнитуда 15,6. IC 3620 је још познат и под ознакама CGCG 159-44, PGC 42330.